# Asunción Esteban Recio
María Socorro Asunción Esteban Recio (Valdestillas, 27 de junio de 1957), más conocida como Asunción Esteban Recio, es una historiadora medievalista, profesora y autora española. Se ha especializado en el estudio de la conflictividad social como área de trabajo y cuenta con una reconocida trayectoria en el campo de la Historia de las Mujeres. Asimismo, ha organizado y participado en jornadas y debates en torno a la memoria histórica. Es profesora titular en el Departamento de Historia Antigua y Medieval en la Universidad de Valladolid.

## Biografía
Nació el 27 de junio de 1957 en la localidad española de Valdestillas, provincia de Valladolid. Estudió la carrera de historia en 1975, en medio de la transición democrática española que estaba transformando la sociedad. Se especializó en Historia Medieval.
Su tesina se enfocó en los conflictos sociales en las ciudades durante la Edad Media. Su maestro fue Julio Valdeón Baruque, que había iniciado esa línea de investigación. Este asunto sería el presente al tema en el que se especializó más tarde: la guerra de las Comunidades.
En la tesis doctoral mantuvo su línea de trabajo: los conflictos sociales, esta vez aplicados a la provincia de Palencia. El caso de Palencia era único y excepcional en la Edad Media, pues se trataba de un señorío episcopal: el obispo es también el señor de Palencia. La autora asegura que los conflictos sociales que se crearon entre el señorío, el concejo y los intereses del pueblo eran más complejos que en cualquier otro de los casos de estudio, y que fue eso lo que la inspiró a elegir el señorío de Palencia en específico.
A partir de la escritura y publicación de su tesis doctoral, Asunción Esteban Recio entró en el ámbito de la ideología. Todas las protestas y movimientos sociales estaban motivadas o enunciadas ante un discurso ideológico, asegura la historiadora. Centró esta parte de su carrera como historiadora e investigadora en estudiar los movimientos heréticos y su relación con la Iglesia católica, que fue evolucionando a lo largo de toda la Edad Media, según evolucionaba también la naturaleza de la propia Iglesia. Gracias a la sugerencia de un colega, preparó una conferencia sobre la relación de las mujeres con las herejías. A pesar de lo que la sociedad quería para ellas en un sistema patriarcal, siempre han ido contracorriente, movilizándose e irrumpiendo frente a las herejías.
Ejerce como profesora de Historia Medieval y es también miembro del comité científico de la revista Edad Media. Revista de Historia.

## Investigación
La labor de esta historiadora en el ámbito de la memoria de las víctimas de la represión de la guerra civil española es de suma importancia. En un primer momento no se inició en el tema como historiadora ni como investigadora, sino desde un ámbito mucho más personal: como familiar de algunas de las víctimas. La historia familiar de Asunción Esteban Recio funciona como eje vertebrador hacia los estudios llevados a cabo en el ámbito de la memoria histórica. A partir de 2002 y como consecuencia de las reivindicaciones llevadas a cabo en cuanto a memoria, los nietos de las víctimas de la guerra civil comienzan a buscar respuestas sin el miedo a las represalias que sí había tenido la generación previa.
La historiadora asegura que no se puede dejar a nadie arrebatado de su tierra, enterrado en una fosa común y olvidado sin nombre. Por ello, el trabajo de exhumación e investigación de aquellas víctimas que fueron enterradas es tan importante para ella, tanto a nivel personal como profesional. También defiende la importancia de una concienciación colectiva de lo sucedido, que no solo se limite a los iniciados en la historia (universitarios, gente con especial interés en la cuestión…), sino que alcance un nivel de toda la sociedad. Dice textualmente:

Ante la ignorancia y el desentendimiento de una sociedad que decide ignorar el pasado, se crea una ficción de nosotros mismos y de nuestra historia que es, en muchos casos, peligrosa.
Asunción Esteban Recio. (2022)

También es la encargada de un colectivo de alumnos encaminado a difundir la Memoria Histórica. En este colectivo hay exposiciones de libros, así como mesas de debates en las que se trata, ya no únicamente de enmarcar y recordar esa memoria histórica, sino de llevarlo fuera de la propia institución universitaria, acercar al pueblo esa memoria. Estas actividades se desarrollan en el Aula Mergelina de la antigua Facultad de Filosofía y Letras, actualmente Facultad de Derecho.
Asunción Esteban Recio insiste en la necesidad de que el Estado también busque a las víctimas, no que solo sea problema y solución de las asociaciones; defiende que, sin la colaboración del Estado en el esclarecimiento de la verdad, no se alcanzará la verdadera resolución y entendimiento de la memoria de España.

La vida te va conduciendo a dónde estás por las decisiones que tomas, y también crea tu conciencia crítica.
Asunción Esteban Recio. (2022)

## Obra
Presenta publicaciones centradas en la historia medieval, combinada con la historia de género y la historia social:

### Libros publicados
- Las ciudades castellanas en tiempos de Enrique IV. Estructura social y conflictos. Ediciones Universidad de Valladolid (España), 1985.[5]
- Palencia a fines de la edad media: una ciudad de señorío episcopal, Ediciones Universidad de Valladolid (España), 1989.[6]
- Herejes luteranas en Valladolid. Fuego y olvido sobre el convento de Belén, Ediciones Universidad de Valladolid (España), 2020.[7]
- Cuando luchar es sobrevivivir. Resistencia(s) de las mujeres frente a los totalitarismos, Editorial Comares (España), 2022.[8]

### Colaboradora y coordinadora en obras colectivas
- Las relaciones entre Castilla y Francia (siglos XIII-XV), Julio Valdeón Baruque, María Socorro Asunción Esteban Recio, Juan Carlos Martín Cea, Mercedes San José, 1981.[9]
- Pecado y marginación. Mujeres públicas en Valladolid y Palencia durante los siglos XV y XVI. María Socorro Asunción Esteban Recio, María Jesús Izquierdo García, 1996.[10]
- Palencia en la Edad Media. Una ciudad de señorío eclesiástico. María Socorro Asunción Esteban Recio, María Jesús Izquierdo García, 2012.[11]
- La voz del pueblo en Valladolid y Palencia a finales de la Edad Media: el redescubrimiento historiográfico del común. María Socorro Asunción Esteban Recio, Beatriz Majo Tomé, Felipe Pollino González, 2019.[12]

### Tesis doctoral
- El concejo y el señorío palentino a fines de la Edad Media. Universidad de Valladolid, (1988).[13][9]

El texto hace un estudio exhaustivo sobre el señorío de Palencia. Se divide tres partes, en las que Asunción organiza el contenido por temas. En su primera parte se centra en el plano urbano y la sociedad palentina. La segunda parte está más dirigida al estudio de la relación entre el señorío episcopal y el concejo y de todas las atribuciones políticas, económicas y jurisdiccionales que tenían sobre Palencia. En la tercera y última parte del texto, habla sobre la conflictividad en Palencia, en muchas ocasiones dirigida por movimientos anti señoriales y sobre los conflictos sucedidos posteriormente.

### Tesis dirigidas
- Sociedad y conflictos en Valladolid en el tránsito de la edad media a la moderna. Contexto y desarrollo de la revolución comunera. Beatriz Majo Tomé, (2015).[9][14]

Esta tesis doctoral fue dirigida por la historiadora María Isabel del Val Valdivieso y coordinada por Asunción Esteban Recio. Su lectura se realizó en la Universidad de Valladolid en 2015, y otorgó a Beatriz Majo Tomé el título de doctora en historia medieval.

## Proyectos
Está escribiendo un libro, continuación de una de sus publicaciones más importantes: Herejes Luteranas de Valladolid. En esta nueva obra se centra en la familia Cazalla-Vivero, miembros de la élite vallisoletana, ricos conversos de origen, alumbrados, erasmistas y luteranos. La inquisición acabó con prácticamente todos ellos, acusados de herejía y luteranismo.
En el asunto de la memoria histórica, también tiene proyectos en marcha: «Itinerarios de la memoria sobre la guerra civil y el primer franquismo», «Mujeres y transiciones políticas en España, África y Europa» y «Mujeres y sindicalismo».
Su último libro, Cuando luchar es sobrevivir. Resistencia(s) de las mujeres frente a los totalitarismos, fue publicado el 9 de octubre de 2022, en colaboración con Matteo Tmasini y María Jesús Izquierdo.